# Mathilde Marchesi
Pour les articles homonymes, voir Marchesi.
Mathilde Marchesi, née Graumann, le 24 mars 1821 à Francfort et morte le 17 novembre 1913 à Londres, est une mezzo-soprano allemande, une célèbre professeure de chant, une compositrice, et une promotrice d'une méthode vocale pour le bel canto.  
On ne se souvient pas du tout de Marchesi pour sa carrière de chanteuse. Au contraire, elle est connue avant tout comme l'enseignante d'un nombre surprenant de grandes chanteuses, et aussi comme la personne qui a porté la technique du bel canto au XXe siècle. Ses idées sont encore étudiées, principalement par des chanteuses, en particulier celles qui ont des voix dans la gamme soprano, dans laquelle Marchesi s'était spécialisée.

## Biographie
Le nom de son père est Graumann. Dans son adolescence la fortune de sa famille disparaît, elle va à l'âge de 22 ans à Vienne pour étudier le chant. Par la suite, elle commence à travailler le chant avec le compositeur des Joyeuses Commères de Windsor, Otto Nicolai ; puis, sur l'avis de Mendelssohn, on l’envoie à Paris, où elle fait des études complètes avec Manuel García, qui a la plus grande influence sur elle. Son professeur de déclamation est Joseph Samson. Elle fait ses débuts en tant que chanteuse, en 1844, et a une courte carrière dans l'opéra et le récital. Sa voix n'est pas suffisante, elle se dirige vers l'enseignement en 1849.
C'est dans le domaine de l'enseignement qu'elle devient célèbre. Elle enseigne dans les conservatoires à Cologne et Vienne. En 1881, elle ouvre sa propre école rue Jouffroy à Paris, où elle demeure la majeure partie de sa vie. Ce qui caractérise son école, c'est son cosmopolitisme. Ses 61 élèves viennent de tous les pays du monde. En fin de compte, elle est surtout connue comme la professeure de chant d'un certain nombre de grandes chanteuses. La plus célèbre d'entre eux est peut-être Nellie Melba, mais elle a aussi formé les illustres chanteuses comme Emma Calvé, Frances Alda et Selma Kurz.
En 1899, Mathilde Marchesi célèbre son jubilé artistique par une soirée musicale qui, en raison du grand nombre des invités, a lieu à la salle Hoche, 9 avenue Hoche à Paris.

## Enseignements
Marchesi était clairement engagé dans le style de chant du bel canto. Malgré cela, elle ne s'est pas particulièrement identifiée comme une enseignante du bel canto. Elle a affirmé qu'il n'y avait que deux styles de chant : « le bon ... et le mauvais » et a soutenu qu'un chanteur bien formé pouvait chanter le vieux style de bel canto aussi facilement que le style plus récent, plus dramatique.
Elle préconisait généralement un style de chant naturaliste et une méthode de respiration assez instinctive et s'opposait à la position de la bouche « souriante » que préféraient de nombreux enseignants de son temps. Elle était particulièrement préoccupée par le registre vocal, l'appelant « l'Alpha et l'Oméga de la formation et du développement de la voix féminine, pierre de touche de toutes les méthodes de chant, anciennes et nouvelles ». Elle a également exprimé à plusieurs reprises son mépris pour les enseignants de son époque qui ont offert des méthodes où ils ont affirmé développer pleinement la voix en seulement un ou deux ans. Au lieu de cela, elle a estimé que l'entraînement vocal était mieux approché à un rythme lent et délibéré.
Deux des caractéristiques les plus distinctives de ses enseignements étaient sa méthode analytique et son insistance sur les temps d'entraînement très courts pour les débutants. Sa méthode analytique accordait une grande importance à la compréhension intellectuelle de la nature technique et esthétique de tout ce qui était chanté, des grands arias aux simples exercices vocaux. Elle a soutenu que la pratique par cœur sans compréhension était finalement nuisible à l'utilisation artistique de la voix. Le plus distinctif, cependant, et qu'elle a insisté sur des temps d'entraînement très courts pour les débutants, aussi peu que cinq minutes d'affilée trois ou quatre fois par jour pour les débutants absolus. Bien sûr, à mesure que la voix mûrissait, ces temps pouvaient et devaient être étendus.

## Élèves notables
Parmi ses élèves:
- Bessie Abott
- Suzanne Adams
- Frances Alda
- Sigrid Arnoldson
- Blanche Arral
- Marie Basta
- Kate Bensberg
- Nadina Bulcioff
- Emma Calvé
- Ada Crossley (en)
- Maria Deïcha-Sionitskaïa
- Marie Duma
- Emma Eames
- Rose Ettinger
- Eleanor Everest Freer
- Antonietta Fricci (en)
- Nina Alexandrowna Friede
- Mary Garden
- Etelka Gerster
- Margherita Grandi
- Ellen Gulbranson
- Louise Johnson-Missievitch
- Jeanne Jomelli (en)
- Božena Kacerovská (en)
- Katharina Klafsky
- Gabrielle Krauss
- Selma Kurz
- Miriam Licette (en)
- Estelle Liebling (en)
- Blanche Marchesi, sa fille
- Nellie Melba
- Yevgeniya Mravina
- Louise Natali-Graham
- Emma Nevada
- Aglaja Orgeni (en)
- Gina Oselio (en)
- Regina Pacini (en)
- Rosa Papier
- Anna Pessiak-Schmerling
- Märta Petrini (sv)
- Valentine Philosophoff
- Ilma de Murska (Ema Pukšec (en))
- Sarah Robinson-Duff
- Louise Rieger
- Caroline Salla[N 2]
- Sibyl Sanderson
- Frances Saville
- Evelyn Scotney (en)
- Ludmilla Sigrist
- Marie Sionitzka
- Nadina Slaviansky
- May de Sousa (en)
- Marie Toulinquet (Georgina Stirling (en))
- Maggie Stirling
- Florence Toronta
- Guillaume Tremelli
- Inez McCune Williamson
- Ellen Beach Yaw
- Nadejda Zabela-Vroubel
- Ludmiła Jeske-Choińska

## Écrits et recueils de vocalises
- Mathilde Marchesi, L'Art du chant, 24 vocalises pour contralto ou mezzo-soprano op. 29, Paris, Léon Grus, 1884, 77 p. (lire en ligne), lire en ligne sur Gallica.
- Mathilde Marchesi, L'Art du chant, 30 vocalises pour mezzo-soprano ou soprano op. 30, Paris, Léon Grus, 1884, 77 p. (lire en ligne), lire en ligne sur Gallica.
- (en) Marchesi, Mathilde. Marchesi and Music: Passages from the Life of a Famous Singing Teacher. New York ; London : Harper & Bros. Publishers, 1898 ([lire en ligne]).
- (en) Marchesi, Mathilde. Ten Singing Lessons. Preface by Madame Melba, introduction by W. J. Henderson. New York ; London : Harper, 1901.
- (en) Marchesi, Mathilde. Bel Canto: A Theoretical and Practical Vocal Method. Dover (1970).  (ISBN 0-486-22315-9)
- (en) Mathilde Marchesi, Marchesi and Music: Passages from the Life of a Famous Singing-Teacher, Cambridge University Press, 2013, 340 p. (présentation en ligne)

## Vie privée
En 1852, elle épouse le baryton italien, Salvatore Marchesi de Castrone, marquis de La Rajata et devient marquise de Castrone de La Rajata.
Sa fille, Blanche Marchesi est aussi une chanteuse de concert, contralto, et professeure.
Mathilde Marchesi est la nièce de la baronne Dorothea von Ertmann (en), née Graumann, de Vienne, célèbre pianiste amateur, amie et élève de Beethoven, qui lui dédia sa fameuse sonate op:101.

## Décoration
Mathilde Marchesi a reçu, :
- La Croix d'Or du Mérite avec couronne, ainsi que la Médaille d'or pour Arts et sciences de l'empereur d'Autriche en 1877.
- La Médaille d'or Virtuti et Ingenio du grand-duc de Saxe-Weimar avec le ruban de l'Ordre d'Albert, la Médaille d'or pour Arts et sciences du roi de Saxe.
- La Médaille d'or pour Arts et sciences de l'empereur d'Allemagne, ainsi que du roi d'Italie.
- Officier de l'Instruction publique (officier de l'instruction publique) en 1899[5].
- Ordre du Mérite (Commonwealth) (Mérite pour Arts et Sciences) en 1906[6].